# Ejner Bjørkman
 Der er for få eller ingen kildehenvisninger i denne artikel, hvilket er et problem. Du kan hjælpe ved at angive troværdige kilder til de påstande, som fremføres i artiklen.

Ejner Bjørkman (18. februar 1893 – 7. juni 1963) var en dansk skuespiller, kendt som "Danmarks største Skuespiller", mest fordi han var 2 meter høj og vejede 187 kg. Han var gift med Ella, der en gang strikket en badedragt til manden. Der medgik 45 fed garn.
Skjortestørrelsen er 54 og der skal 5 meter tøj til en Bjørkmann-habit mod 3 meter og 10 til en normal herrestørrelse.. 
Han var ikke så godt kendt af navn – men af udseende og omfang.
Han var med i utallige film som statist og birolle-indehaver. Bjørkman havde en iskagebod ved Solrød strand om sommeren,og 
om vinteren var han udsmider ved i Arbejdernes Forsamlingshus i Rømersgade.
Oprindelig skulle han være operasanger, han var uddannet hos kgl. kammersanger Helge Nissen, men da han var blevet familieforsørger inden han nåede at debutere, opgav han sangen. Da så Lau Lauritzen engang udskrev en konkurrence for at finde Danmarks tykkeste mand sendte Bjørkman sit billede ind og blev den tykkeste.
Bjørkmans høje vægt havde nær kostet Ib Schønberg livet. De skulle i filmen "Flådens blå matroser" sejle ud til en lystyacth i en af havnens motorfærger,og da Bjørkman hoppede ned med sine 187 kg begyndte vandet at strømme ind over rælingen, og Ib skrålede : "Skynd dig ind på midten og sid for himlens skyld stille – ellers går vi under!!"
Han tilbragte sine sidste dage på De Gamles Hjem i Havdrup og er begravet på Søndermark Kirkegård.

## Filmografi
- Krudt med knald (1931) – pensionær
- I kantonnement (1932) – soldat
- Barken Margrethe af Danmark (1934) – kontrollør ved tiøresdans på 'Bakken'
- Snushanerne (1936) – fisker
- Panserbasse (1936) – mand, der vil starte slåskamp, og pensionær mm.
- Inkognito (1937) – en af filialbestyrerne ved delegeretmøde
- Det begyndte ombord (1937) – kok
- Plat eller krone (1937) – festdeltager på skib
- Flaadens blaa matroser (1937) – gæst i en båd
- Der var engang en vicevært (1937) – chauffør
- Under byens tage (1938) – mand der henter radiogrammofon
- Den mandlige husassistent (1938) – tilhører til gårdmusikant
- De tre, måske fire (1939) – politibetjent
- I dag begynder livet (1939) – civilbetjent
- En pige med pep (1940) – kontrollør i forlystelsesetablissement
- Familien Olsen (1940) – tjener i en Nyhavnsknejpe
- I de gode gamle dage (1940) – bager med en stor sæk
- Tak fordi du kom, Nick (1941) – kok
- Alle går rundt og forelsker sig (1941) – tubaspiller i sporvogn
- Kærlighedsdoktoren (1952) – bruger af elevator
- Mod og mandshjerte (1955) – politibetjent